# Мали Ајант
Ајант (грч. Αἴας) је у грчкој митологији био предводник Локриђана у тројанском рату. Како би га разликовали од другог јунака, његовог имењака, називали су га Мали Ајант, због стаса, али и карактера.

## Митологија
Био је локридски принц, јер му је отац био краљ Ојлеј. Мајка му је била или Рена или Ерипида. У Хомеровој „Илијади“ је описан као човек малог раста, али као и други Ајант, са којим се борио заједно (па су их отуда звали Ајантиди), био је изузетан ратник. Посебно је био вешт са копљем, а у трчању га је могао победити само Ахил. Био је препознатљив и по лаком грудном оклопу и припитомљеној змији која је била већа од човека и која га је пратила попут пса. С обзиром да је био просилац Хеленин, био је у обавези да учествује у тројанском рату и до обале Троје је довео двадесет или четрдесет лађа. Учествовао је у свим значајним биткама, али се највише истакао у борбама око лађа и Патрокловог леша. На посмртним играма у Патроклову част, такмичио се са Одисејем и Антилохом у трчању, али је Атена, која је симпатисала Одисеја, учинила да се спотакне и падне и тако освоји тек друго место. Био је и један од јунака скривених у тројанском коњу. Хигин је писао да је Ајант убио четранест јунака током рата и неки од њих су Амфимедонт, Клеобул, Гавије и Сатније. Такође је убио Амазонку Дериноју и ранио јунака Скилакеја.
Након разарања Троје, Ајант је хтео да отме пророчицу Касандру, али је она побегла у храм богиње Атене. Он ју је тамо стигао и покушао да је одвоји од Атениног кипа, који је због тога пао. Грци су ово доживели као светогрђе и хтели су да га каменују, али је Ајант то избегао тако што је приступио Атенином жртвенику и заклео се да ће окајати грехе. Међутим, богиња му није опростила и када се враћао у домовину, насукала је његову лађу на стену. Према једној причи, гађала га је муњом коју је узела од Зевса. Ипак, спасио га је Посејдон или је сам успео да доплива до стене, иако му се брод разбио у делиће. Он се тада хвалио како је избегао смрт упркос настојањима једне богиње. Тада је Посејдон трозупцем уништио стену и бацио Ајанта у море. Сахранила га је Тетида на Миконосу, малом острву на истоку Дела. Према казивању Леонима, Ајантова душа је обитавала на острву Леуци, где је Леоним дошао како би га Ајант излечио.
Бес богова се тиме није завршио. Локриђани су морали да испаштају грехе свог принца, па је у њиховом земљи завладала епидемија. Пророчиште се поводом тога огласило и саветовало да се по две девојке сваке године шаљу у Троаду, како би служиле богињи Атени. Упркос томе, Локриђани су Ајанта славили као хероја и увек остављали место за њега у својим борбеним редовима. Заправо, када је умро, Локриђани су годину дана носили црнину, а сваке наредне године би отиснули лађу са црним једром и поклонима и спаљивали је у његову част. У Илиону се говорило да су се у Локриди Атени давале људске жртве, односно девојке или деца, због Ајантовог злочина и да су та жртвовања трајала до 346. п. н. е.
У миту о Великом Ајанту, Софокле је помињао свађу између тог јунака и Одисеја око Паладијума, али је према Роберту Гревсу, Софокле вероватно помешао два Ајанта.

## Тумачење
Према Роберту Гревсу, одлазак локридских девојака у Троју је најнеобичнији догађај у грчкој историји, пошто су најмеродавнији митографи одбацили оптужбу да је Мали Ајант силовао Касандру као Одисејеву лаж. Наиме, Софокле је писао да су се Велики Ајант и Одисеј посвађали око Паладијума, али се велики Ајант до тог догађаја већ убио. То може да значи да је у питању овај Ајант, који је са Одисејем и уз помоћ своје земљакиње, свештенице Теано, украо кип Тројанцима. Одисеј га је касније оптужио да је грубо ставио руку на ову свештеницу која је обгрлила кип у жељи да га помакне. Ајант је признао кривицу, али се правдао да је то урадио најнежније могуће у таквој ситуацији. Све то указује да су Локриђанке добијале приступ у Троју на основу грађанске части, а не по казни и да је бес богње Атене био заправо изговор. Мали Ајант је био син локридског Ојлеја, а Ојлејев отац је био један од тројанских ратника кога је убио Агамемнон, што је описано у „Илијади“. Ојлејево име је прастари облик од „Илус“; а Пријамов Илиј су, изгледа, делом населили Локриђани прехеленског племена Лелега, о чему је између осталих, извештавао Аристотел. Они су уживали наследно право да дају свештенице богиње Атене и користили су га још дуго после тројанског рата, кад је град изгубио своју политичку моћ. Тројанци нису били задовољни тиме, јер су Локриђане сматрали својим природмм непријатељима. Чинили су све да се ослободе ових девојака, те по причи Енеја Тактика, постојали су тајни улази у град, које су користиле и уколико би их ухватили, поступали би са њима као са „онима који каљају земљу“, а ако би успеле да се увуку унутра, као са робовима.
Догађај са Паладијумом би могао да објасни и зашто Хекаба није одала Одисеја када се као ухода обрео у граду. Мали Ајант, као потомак Закинта, једног од ранијих краљева Троје, тајним пролазима је ушао у град, док га је Одисеј пратио. Тајним пролазом је и изашао, а не како се хвалио, кроз капију и при томе усмртио знатан број јунака. Могуће је и да је Хекаба била Ајантова земљакиња, те у дослуху са њим. Према митографима, она није имала разлога да воли Одисеја и да га не ода, али се плашила да ће он одати њу. Касније ју је он затражио као део ратног плена, иако је била остарила, вероватно да би је ућуткао јер је била очевидац свих дешавања у вези са Паладијумом. Ипак, није успео у намери и она је пред смрт све испричала.

## Уметност
Прича о Ајанту је био често коришћен мотив песника и других уметника, а његов лик је највероватније био на новчићима који су коришћени у Локриди и на којима је био приказан херој са шлемом, штитом и мачем.